# Пазырыкские погребения

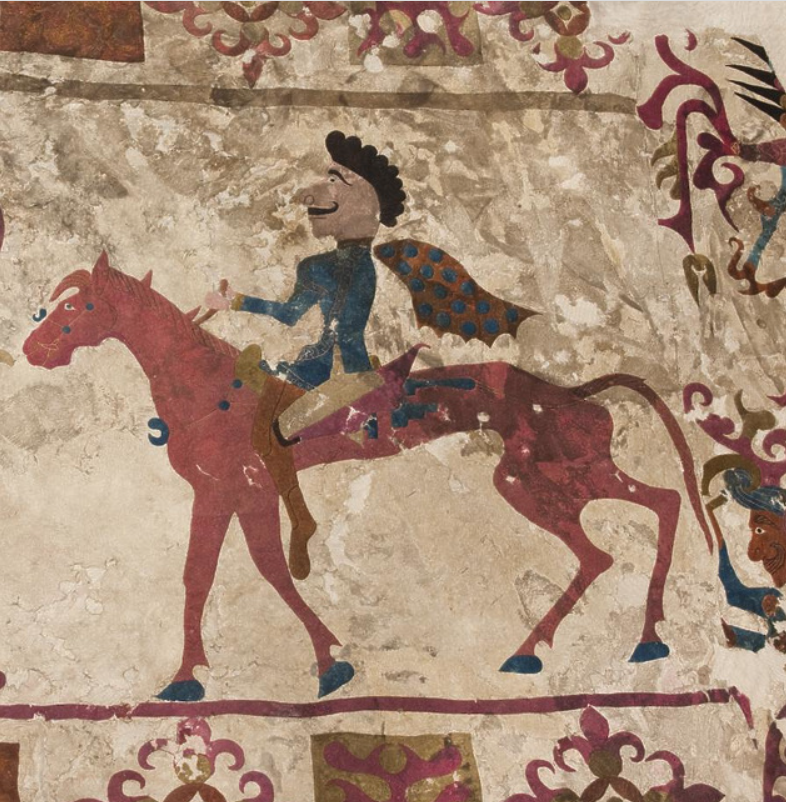
Всадник, Пазырыкский войлочный артефакт, около 300 г. до н. э. Ещё один войлочный артефакт см. здесь.

Пазырыкские погребения относятся к ряду скифских (сакских) гробниц железного века и найдены в долине Пазырыка и на плато Укок в горах Алтая, в Сибири; участок находится недалеко от границ с Китаем, Казахстаном и Монголией. Многочисленные аналогичные захоронения были найдены в соседней Западной Монголии.
Гробницы представляют собой курганы скифского типа, курганы-тумулусы, содержащие деревянные камеры, покрытые большими пирамидами из валунов и камней, датируемые IV—III веками до нашей эры. Впечатляющие погребения в Пазырыке ответственны за введение термина курган, русского слова тюркского происхождения, в общее употребление для описания этих гробниц. Район Пазырыкских курганов считается типовой стоянкой более широкой пазырыкской культуры. Участок включён в объект Золотые горы Алтая списка Всемирного наследия ЮНЕСКО.
Носителями пазырыкской культуры были степные верховые кочевники-скотоводы, а некоторые, возможно, накопили большие богатства благодаря торговле лошадьми с купцами в Персии, Индии и Китае. Это богатство проявляется в широком спектре находок из Пазырыкских гробниц, которые включают в себя множество редких примеров органических предметов, таких как войлочные драпировки, китайский шёлк, самый ранний известный ворсовый ковёр, лошадей, украшенных сложными атрибутами, а также деревянную мебель и другие предметы домашнего обихода. Эти находки сохранились, когда в древности вода просачивалась в гробницы и замерзала, заключая погребальные предметы в лёд, который оставался замороженным в вечной мерзлоте до момента их раскопок.
Из-за аномальных климатических заморозков некоторые из Алтае-Саянских захоронений, особенно захоронения V века до н. э. в Пазырыке и соседних местах, таких как Катанда, Шиба и Туекта, были изолированы от внешних климатических изменений защитным слоем льда, который сохранял органические вещества, погребённые в них. Некоторые геометрические узоры и символы солнца, такие как круг и розетка, повторяются в Пазырыке, но полностью вытеснены животными мотивами. Такие специфически скифские черты, как зооморфные соединения, то есть добавление части одного животного к телу другого, встречаются в Алтайском крае реже, чем на юге России. Олень и его родственники, однако, занимают столь же видное место в Алтае-Саянском, как и в скифском искусстве.
«В Пазырыке также встречаются бородатые маскароны (маски) чётко выраженного греко-римского происхождения, которые, несомненно, были вдохновлены эллинистическими царствами Киммерийского Босфора.»

## Открытия

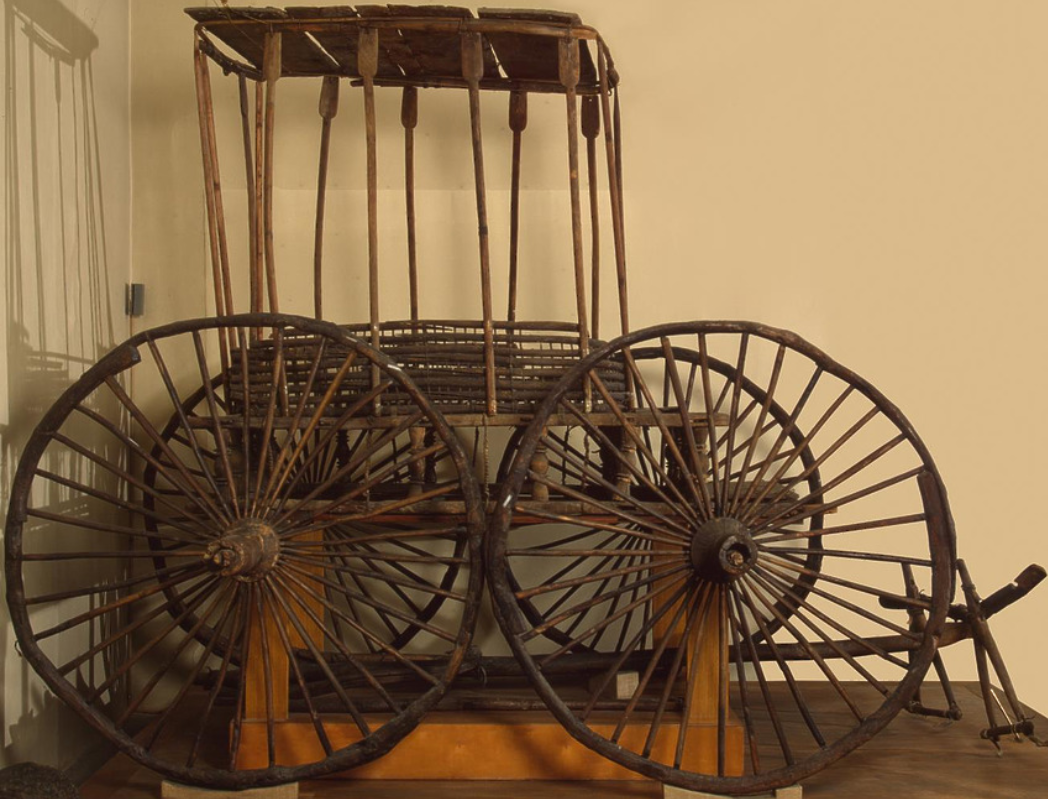
Колесница. Могильник Пазырык, курган 5

Первая могила в Пазырыке, Курган 1, была раскопана археологом М. П. Грязновым в 1929 году; курганы 2-5 были раскопаны Сергеем Ивановичем Руденко в 1947—1949 годах. В то время как многие гробницы уже были разграблены в более ранние времена, экскаваторы раскопали погребённых лошадей, а вместе с ними безукоризненно сохранившиеся тканевые седла, войлочные и тканые ковры, включая самый старый ворсовый ковёр в мире, 3-метровую четырёхколесную погребальную колесницу из V века до нашей эры и другие великолепные предметы, избежавшие разрушительного воздействия времени. Эти находки сейчас экспонируются в Эрмитаже в Санкт-Петербурге.
Черепные измерения из Пазырыкских погребений, выполненные в 1960-х годах, показали, что погребённые были в основном европейского происхождения с некоторой примесью cеверо-восточноазиатского происхождения.

### Пазырыкский вождь
Самым поразительным открытием Руденко было тело татуированного вождя пазырыков — коренастого, мощно сложенного человека, который умер, когда ему было около 50 лет. Части тела испортились, но большая часть татуировок всё ещё была отчётливо видна. Последующее исследование с использованием отражённой инфракрасной фотографии показало, что все пять тел, обнаруженных в Пазырыкских курганах, были татуированы. Никаких инструментов, специально предназначенных для татуировки, найдено не было, но у пазырыков были чрезвычайно тонкие иглы, которыми они делали миниатюрную вышивку, и они, вероятно, использовались для татуировки.
Тело вождя было искусно украшено переплетающимися сериями поразительных рисунков, изображающих множество фантастических зверей. Наиболее хорошо сохранившимися татуировками были изображения осла, горного барана, двух сильно стилизованных оленей с длинными рогами и вымышленного хищника на правой руке. Грудь украшают два чудовища, напоминающие грифонов, а на левой руке — три частично стёртых изображения, которые, по-видимому, изображают двух оленей и горного козла. На передней части правой ноги от ступни до колена вытянута рыба. Монстр ползёт по правой ноге, а на внутренней стороне голени находится ряд из четырёх бегущих баранов, которые касаются друг друга, образуя единый рисунок. На левой ноге тоже есть татуировки, но эти рисунки нельзя было чётко различить. Кроме того, спина вождя татуирована серией маленьких кружочков, расположенных на одной линии с позвоночником. Эта татуировка, вероятно, была сделана из терапевтических соображений. Современные сибирские народности до сих пор практикуют татуировку такого рода, чтобы облегчить боль в спине.

### Принцесса Укока

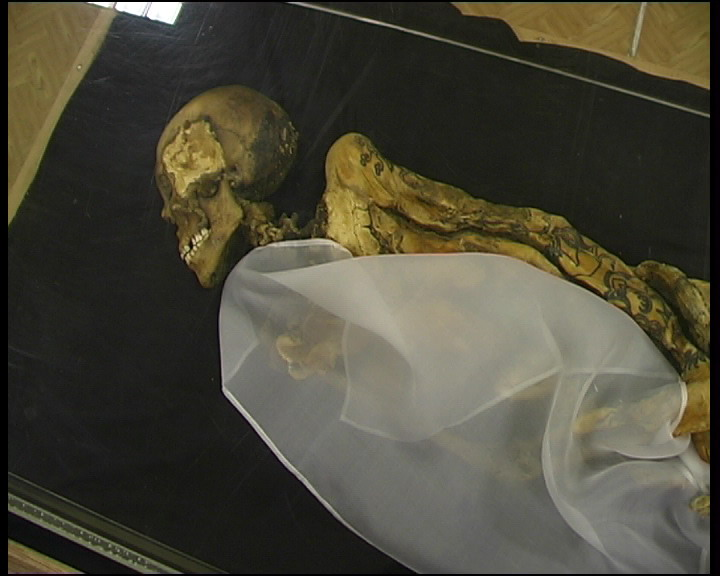
Принцесса Укока — V век до н. э.

Самым известным сохранившимся до сих пор нетронутым Пазырыкским захоронением является принцесса Укока, или «Алтайская принцесса», найденная археологом Натальей Полосьмак в 1993 году на плоскогорье Укок, недалеко от китайской границы. Находка представляла собой редкий пример полного ритуального погребения одинокой женщины в деревянной камерной гробнице в пятом веке до нашей эры в сопровождении шести лошадей. Она была похоронена более 2400 лет назад в гробу, сделанном из выдолбленного ствола сибирской лиственницы. На внешней стороне шкатулки были вырезаны стилизованные изображения оленей и снежных барсов. Вскоре после погребения могила, по-видимому, была затоплена ледяным дождём, и все содержимое погребальной камеры оставалось замороженным в вечной мерзлоте. Шесть лошадей, одетых в замысловатую сбрую, были принесены в жертву и лежали к северу от комнаты. Хорошо сохранившееся тело девушки, тщательно набальзамированное торфом и корой, было уложено на бок, как будто она спала. Она была молода, и её волосы были выбриты, но она носила парик и высокую шляпу; она была ростом 167 сантиметров в высоту. Даже татуировки в зверином стиле сохранились на её бледной коже: существа с рогами, которые развиваются в цветочные формы. Её гроб был сделан достаточно большим, чтобы вместить высокий войлочный головной убор, который она носила, украшенный лебедями и покрытыми золотом резными кошками. На ней была длинная шерстяная юбка в красную и белую полоску и белые войлочные чулки. Её жёлтая рубаха первоначально считалась сделанной из дикого шёлка «тусса», но более тщательное изучение волокон показало, что материал не китайский, а дикий шёлк, пришедший откуда-то ещё, возможно, из Индии. Рядом с её гробом стоял сосуд из рога яка, а также блюда с дарами семян кориандра.
Подобные блюда в других гробницах, как полагают, содержали коноплю, подтверждая практику, описанную Геродотом, но после испытаний смесь была идентифицирована как семена кориандра, вероятно, используемые для маскировки запаха тела.
Через два года после открытия «Алтайской принцессы» муж доктора Полосьмак, Вячеслав Молодин, нашёл замерзшего человека, с искусно вытатуированным лосем, с двумя длинными косами, доходившими до пояса, погребённого вместе с оружием.
Доктор Аникуа также отметил, что её рубаха была немного испачкана, что указывало на то, что материал не был новым одеянием, сделанным для похорон.

### Пазырыкский ковёр

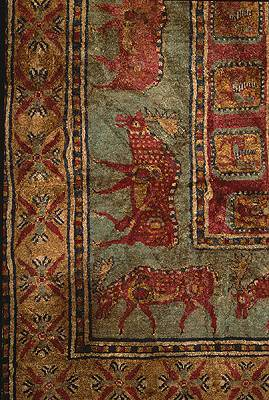
Пазырыкский ковёр

Одной из самых известных находок в Пазырыке является Пазырыкский ковёр, который, вероятно, является самым старым сохранившимся ворсовым ковром в мире. Он имеет размеры 183×200 см и плотность узлов около 360 000 узлов на квадратный метр, что выше, чем у большинства современных ковров. Середина ковра состоит из ленточного мотива, в то время как в кайме идёт процессия с лосями или оленями, а в другой кайме воины на лошадях. Пазырыкский ковёр был изготовлен в Древней Армении или Персии около 400 года до нашей эры. Когда его нашли, он был глубоко заморожен в глыбе льда, вот почему он так хорошо сохранился. Ковёр можно увидеть в Эрмитаже в Санкт-Петербурге, Россия.

### Другие находки
В углу одной из могильных камер Пазырыкского захоронения находился меховой мешок с семенами конопли, кадило, наполненное камнями, и шестигранная рама палатки для вдыхания — они, как полагают, использовались в конце погребального ритуала для очищения.
В других нетронутых курганах обнаружены удивительно хорошо сохранившиеся останки, сравнимые с более ранними Таримскими мумиями Синьцзяна. Тела были сохранены с помощью методов мумификации, а также были естественным образом заморожены в твердом льду от воды, просачивающейся в гробницы. Они были заключены в гробы, сделанные из выдолбленных стволов лиственницы (что, возможно, имело сакральное значение) и иногда сопровождались принесёнными в жертву наложницами и лошадьми. Скопление гробниц в одном месте предполагает, что это имело особое ритуальное значение для этих людей, которые, вероятно, были готовы перевозить своих умерших вождей на большие расстояния для захоронения.

В январе 2007 года в вечной мерзлоте Горного Алтая недалеко от монгольской границы была обнаружена деревянная могила белокурого вождя-воина.. Тело предполагаемого пазырыкского вождя покрыто татуировкой; его соболья шуба хорошо сохранилась, как и некоторые другие предметы, в том числе то, что выглядит как ножницы. Местный археолог Алексей Тишкин пожаловался, что коренное население региона крайне неодобрительно относится к археологическим раскопкам, что побудило учёных перенести свою деятельность через границу в Монголию.

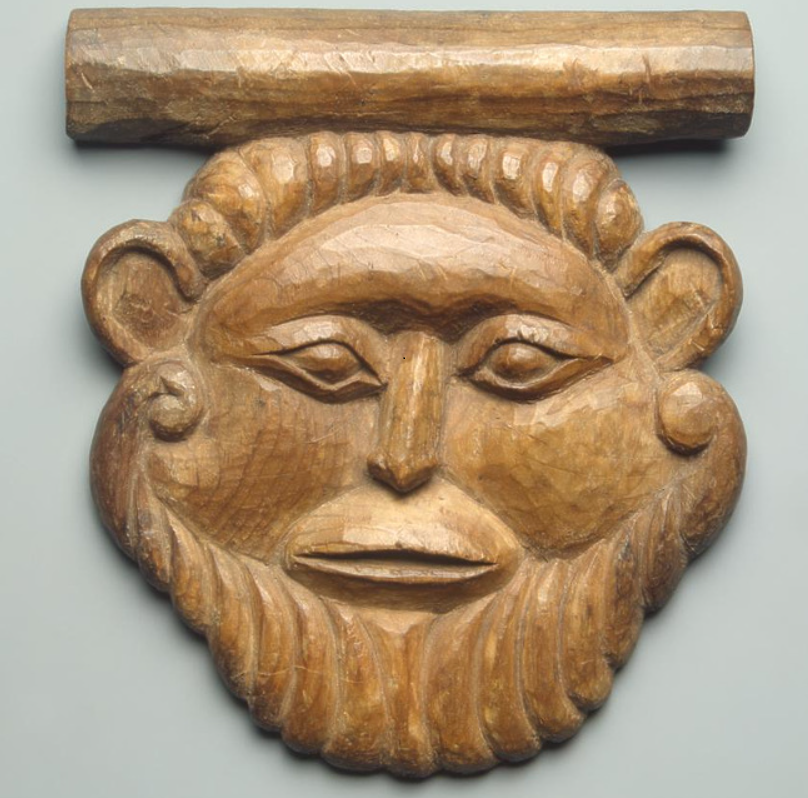
Узда с бляхами в виде личин. Деталь. Могильник Пазырык, курган 1
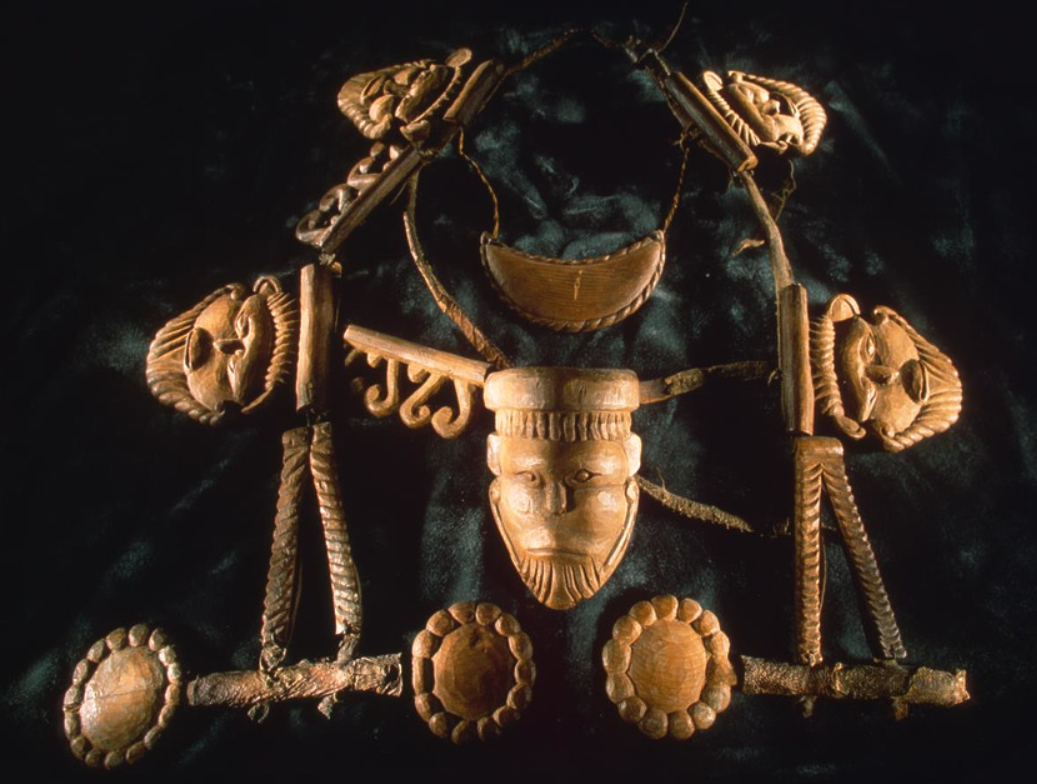
Узда с бляхами в виде личин. Могильник Пазырык, курган 1
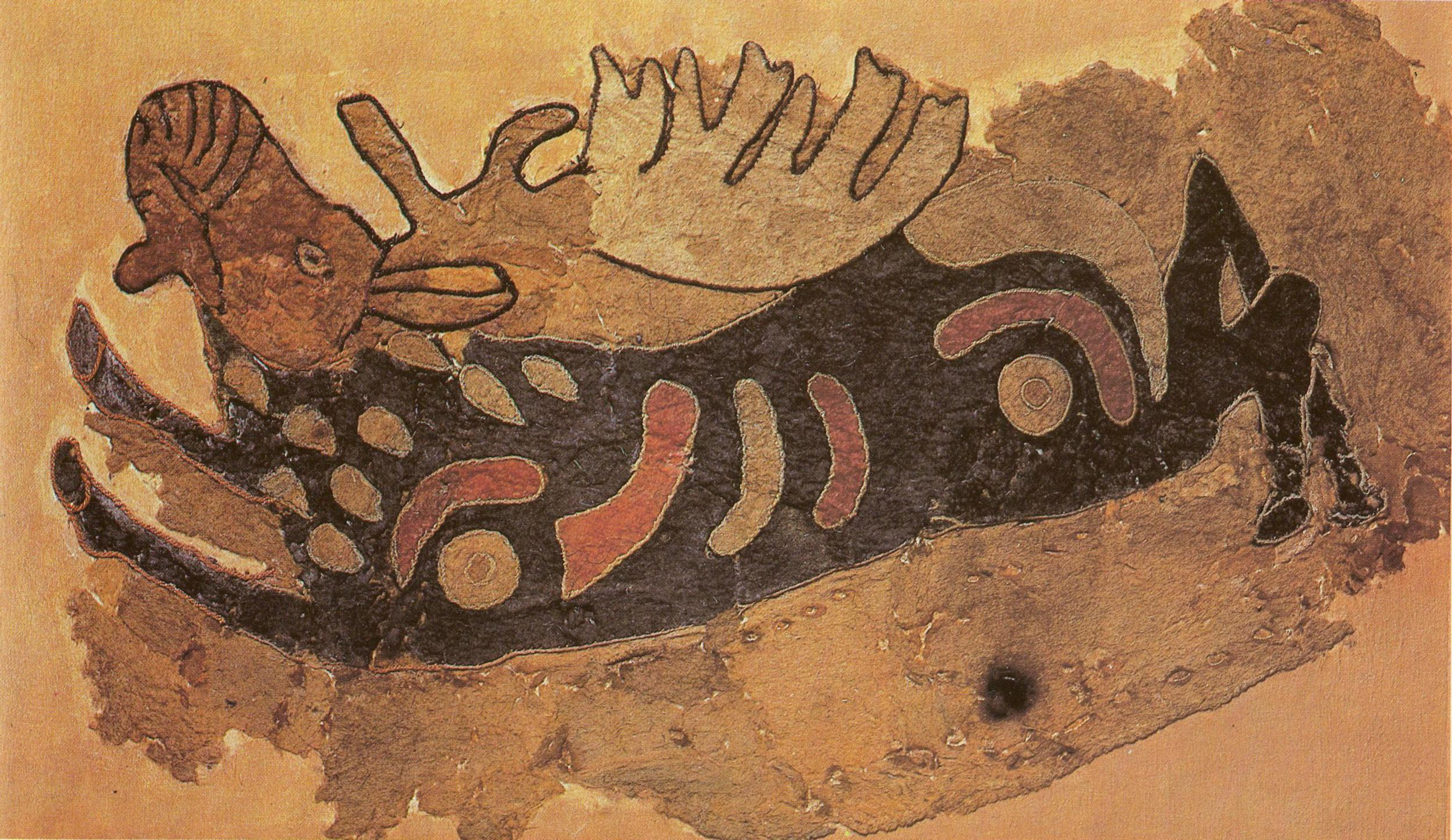
Чепрак с изображением лося
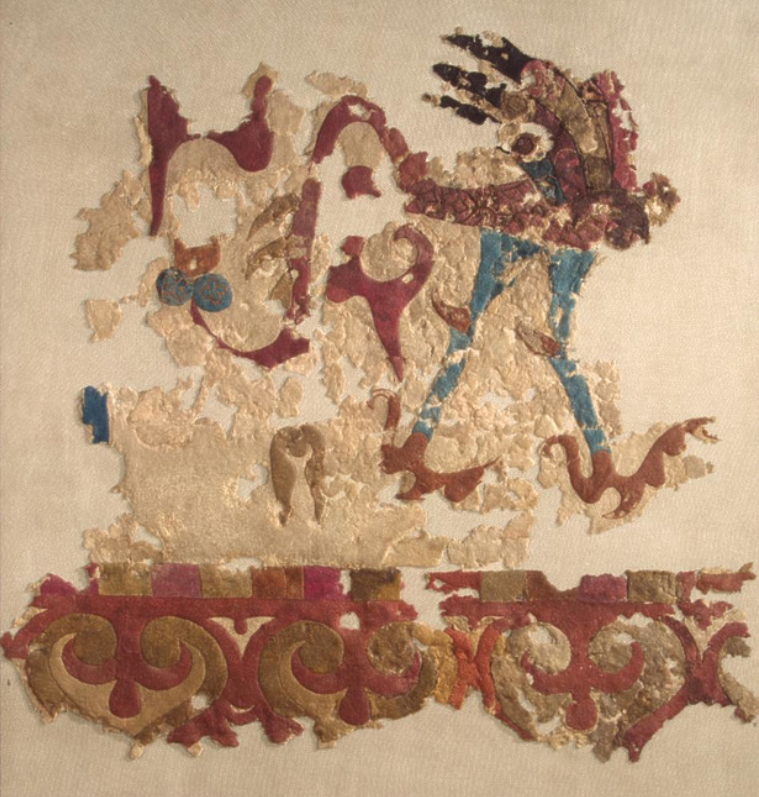
Ковер. Фрагмент с фениксом. Могильник Пазырык, курган 5

## Пазырыкская культура
Руденко первоначально присвоил этим кочевникам нейтральный ярлык пазырыкской культуры и датировал их V веком до н. э.; датировка была пересмотрена для курганов 1-5 в Пазырыке, которые теперь считаются датируемыми IV—III веками до н. э. Пазырыкская культура с тех пор была связана со скифами, чьи подобные гробницы были найдены по всей степи. Сибирская татуировка в зверином стиле характерна для скифов. Артефакты показывают, что эти древние алтайские кочевники имели культурные и торговые связи с Центральной Азией, Китаем и Ближним Востоком. Есть свидетельства того, что пазырыкские торговые пути были обширны и связаны с большими областями Азии, включая Индию, возможно, пазырыкские купцы в основном торговали высококачественными лошадьми.